# Fundació Clerch i Nicolau
Fundació Clerch i Nicolau és un edifici del municipi de Figueres (Alt Empordà) inclòs en l'Inventari del Patrimoni Arquitectònic de Catalunya.

## Descripció
Edifici situat a prop de la Plaça Ernest Vila, molt a prop del centre històric. és un edifici que es troba entre mitgeres, ordenat horitzontalment per motllura, fris i cornisa, en planta baixa i el pis, amb sòcol. Verticalment presenta un cos central més avançat, ordenat per dos ordres, eclèctics, l'inferior de pilastres adossades imitant l'encoixinat rústic i en el primer pis imitant l'encoixinat geomètric. Totes les obertures, portes a la planta i finestrals en el primer pis estan emmarcades per arcs de mig punt, de radi més gran en el cos central, amb emmarcament de dovelles i motllures laterals. Culmina l'immoble un fris amb tríglifs i mètopes que suporta la cornisa, que s'avança en el cos central. A sobre i a nivell de la terrassa, hi ha un frontó trilobulat amb obertura central i decoracions escultòriques i esgrafiats.

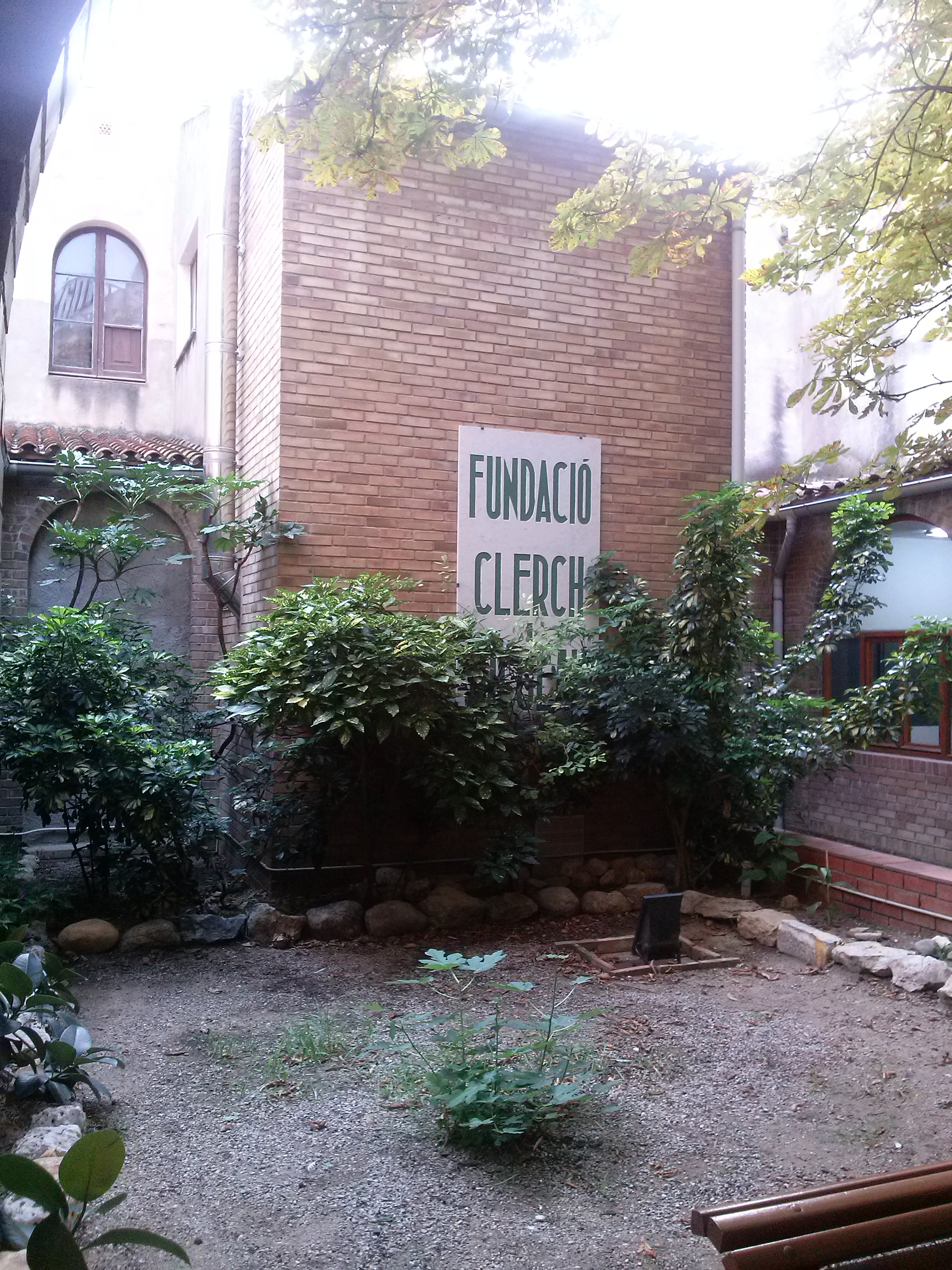
Jardí interior de l'actual Fundació Clerch i Nicolau

## Història
Edifici que albergava una comunitat de l'església anglicana. L'any 1932 fou comprat gràcies a un llegat de Joan Clerch i Nicolau (llegat de 1912) i destinat a Escola d'Arts i Oficis. Posteriorment fou tancat i reobert, entre 1974 i 1979, per albergar el Centre de Formació Professional Narcís Monturiol.(ubicat actualment en un edifici de nova planta), l'Escola d'Arts i Oficis i l'Escola Oficial d'Idiomes.

## Actualment
És una entitat sense ànim de lucre que té com a objectiu principal  promoure i mantenir l'establiment cultural que volia el seu fundador Joan Clerch i Nicolau.
La cultura, les arts, el coneixement i la formació contínua són els eixos que mouen la Fundació.